# Mathias Rebitsch
Mathias Rebitsch, detto Hias (Brixlegg, 11 agosto 1911 – Innsbruck, 11 marzo 1990), è stato un alpinista, archeologo e storico austriaco, fu un alpinista d'alta quota delle vette himalayane e andine,  considerato uno dei migliori alpinisti del suo tempo prima e dopo la seconda guerra mondiale e, da una prospettiva odierna, un pioniere dell'arrampicata libera.  Partecipò alla  spedizione alpinistica tedesca al Nanga Parbat del 1938. Fu un attivo nazionalista e divenne membro delle Sturmabteilung (SA) e del Partito Nazionalsocialista Tedesco dei Lavoratori  (NSDAP) Mathias Rebitsch svolse importanti lavori di esplorazione e ricerca nelle Ande cileno-argentine nel corso di diverse spedizioni archeologiche realizzate fino al 1965. Così, nel 1956, sulla cima del Cerro Galán furono scoperti resti Inca.

## Biografia
Rebitsch si laureò in chimica e filosofia e fin da giovane si avvicinò agli sport di montagna raggiungendo in breve tempo il rango dei migliori scalatori. La sua capacità di scalare con eleganza i gradi di difficoltà più elevati dell'epoca e il suo rifiuto dell'uso di ganci lo resero uno dei rappresentanti classici dei sestogradisti (termine italiano per sesto grado, cioè scalatori di VI grado) e un modello per il movimento dell'arrampicata libera. Tuttavia, Rebitsch non era solo uno dei migliori sulla roccia, ma anche un "alpinista estremo" grazie alle sue abilità nell'arrampicata su ghiaccio. Nel 1937, Rebitsch e Ludwig Vörg tolsero un po' di aura alla famigerata parete nord dell'Eiger: sebbene non riuscisse a compiere la prima ascensione, allora tanto ambita, riuscì, dopo un improvviso cambiamento delle condizioni meteorologiche, a effettuare con successo la prima ritirata da questa parete, in cui i due alpinisti avevano precedentemente resistito per 100 ore. Nel 1938 Rebitsch rinunciò a un altro tentativo di scalata della montagna e colse invece l'occasione per partecipare a una spedizione sul Nanga Parbat, durante la quale raggiunse la famosa Sella d'Argento di questo ottomila, ma non la vetta. Hias Rebitsch riuscì anche a completare la seconda salita della via Schmid-Krebs sulla parete nord del Laliderer.

## Nazionalsocialismo
Già durante gli anni del liceo a Innsbruck, Rebitsch ebbe una visione politica chiaramente nazionalista. Nel 1929 aderì al “Real Alpen Club” nazionalista tedesco, nel 1932 divenne membro delle SA e il 16 giugno dello stesso anno aderì al NSDAP (numero di iscrizione 1.206.795).  Dopo il divieto della costituzione del  NSDAP in Austria nel giugno 1933, trascorse un totale di 192 giorni in custodia carceraria con l'accusa di aver dipinto enormi svastiche su pareti rocciose inaccessibili nella valle dell'Inn. Secondo l'autore Nicholas Mailänder, "lo studente e SA Rebitsch, che era incline all'irascibilità (...), non si tirava indietro di fronte agli scontri fisici con coloro che avevano opinioni politiche diverse". Successivamente si trasferì nell'Impero tedesco con il fratello Josef e divenne membro della Legione austriaca, un'unità paramilitare fondata nel 1933, reclutata tra i nazionalsocialisti austriaci fuggiti nel Reich tedesco. Nell'estate del 1934 tornò in Austria con il fratello. A settembre, Hias Rebitsch venne assolto dal procedimento penale per la sua appartenenza alla Legione austriaca, mentre suo fratello venne condannato a un anno di prigione per alto tradimento.  Insieme ad altri noti alpinisti, Rebitsch prestò servizio nella scuola militare di alta montagna a Fulpmes, fondata nel 1939. Tuttavia, subito dopo l’ “Anschluss”, l’alpinista entrò in conflitto anche con le autorità naziste, alle quali si lamentò apertamente delle manifestazioni  antiebraiche di Innsbruck durante la “Reichskristallnacht”, la così detta "Notte dei cristalli".

## Periodo postbellico
Dopo la guerra, proseguì negli studi storici e si dedicò nuovamente all'arrampicata estrema. Raggiunse nuovamente i massimi livelli di difficoltà. Scalò spesso le pareti del Wilder Kaiser, ma divenne noto anche per aver scalato per primo circa 30 vie, spesso remote, fragili e pericolose. Nel 1947 Rebitsch, insieme a Franz Lorenz, aprì una nuova via che per gli anni a venire sarebbe stata una delle vie di salita più difficili e più grandi delle Alpi calcaree settentrionali: la fenditura settentrionale della parete nord del Laliderer. Nel 1954 Rebitsch tentò invano di raggiungere la vetta del Rakaposhi nel Karakorum. Questa spedizione, a cui prese parte anche l'alpinista Anderl Heckmair, è oggetto del film documentario del 1955 "All'ombra del Karakorum "di Eugen Schuhmacher. 
Rebitsc entrò in contrasto con la tendenza generale dell'arrampicata tecnica iniziata negli anni '50, caratterizzata da percorsi estremi di VI grado. Sebbene i pericoli del Grado VII fossero mitigati posizionando numerosi ganci e utilizzandoli per il movimento, Rebitsch rimase fedele ai suoi ideali e praticò uno stile di arrampicata libera puro fino alla fine della sua carriera di scalatore estremo dovuta a un incidente nel 1951, il che, secondo le attuali conoscenze, suggerisce che Rebitsch avesse già raggiunto il Grado VII in alcuni punti a quel tempo, un grado che fu introdotto ufficialmente solo nel 1977. Rebitsch era dotato di uno spirito curioso, sempre alla ricerca di cose nuove, voleva vivere una vita indipendente e partecipò a diverse spedizioni, tra cui: nelle Ande. Nel 1972 Rebitsch fu nominato professore onorario di archeologia: svolse importanti lavori di esplorazione e ricerca nelle Ande cileno-argentine nel corso di diverse spedizioni archeologiche realizzate fino al 1965. Così, nel 1956, sulla cima del Cerro Galán furono scoperti resti Inca..

## Cronologia delle salite principali
- Rotspitze, bordo SE, 1931;
- Sagzahn, bordo NE, 1931;
- Spigolo diretto NE della Rofanspitze, 1933;
- Sonderbarerturm , parete ovest, 1934;
- Prima salita invernale del Predigtstuhl -Westverschneidung, 1934;
- Prima salita invernale della parete ovest della vetta centrale del Predigtstuhl, 1934;
- Öfelekopf, vertice ovest-pilastro sud-ovest, 1935;
- Goldkappel, muro sud, 1936;
- Riepenwand, parete nord della direttissima, 1936;
- Torsäule, pilastro sud-est, 1937;
- Brunnenkogl,  bordo NW, 1939;
- Große Ochsenwand, bordo orientale diretto, 1944;
- Grubenkarspitze, pilastro nord della parete ovest, 1945;
- Lalidererspitze, direttissima parete nord, 1946;
- Sagzahn-direttissima parete Est, 1946;
- Fleischbankpfeiler  “Rebitsch-Risse”, 1946;
- Prima salita invernale del Fleischbank, parete sud-est;
- Sagwand “Crepa inclinata”, 1947;
- Lalidererspitze, diedro settentrionale, 1947;
- Sagwandspitze, muro NE, 1947;
- Crepa orientale del Rofanspitze, 1948;
- Parete Nord del Rofanspitze, 1948[2].

## Scritti
- Mathias Rebitsch, "Gli dei d'argento del Cerro Gallan", Nymphenburger Verlagshandlung GmbH, prima edizione, 1957.